# 陶家巷社区
陶家巷社区（とうけこうしゃく）は、広州市越秀区光塔街道の社区。